# Emil Adolf Hoffmann
Emil Adolf Hoffmann (* 9. März 1879 in Aarau; † 5. Juli 1963 ebenda) war ein Schweizer Komponist.
Hoffmann war von 1921 bis 1944 Musikdirektor in Aarau. U. a. komponierte er bis 1940 „zwei Deutsche Messen für drei- bis vierstimmigen Frauenchor. Die erste verlegte Böhm, Augsburg, die zweite Coppenrath, Regensburg“.